# Seznam zahrad v Praze
Toto je seznam zahrad nacházejících se na území hlavního města České republiky v Praze.

## Historické zahrady
- Černínská zahrada
- Františkánská zahrada
- Fürstenberská zahrada (Malá a Velká)
- Hartigovská zahrada
- Kajetánské terasy
- Kinského zahrada
- Kolovratská zahrada
- Konventní zahrada (Strahovský klášter)
- Kovařovičova zahrada
- Královská zahrada
- Ledeburská zahrada
- Lobkovická zahrada
- Lumbeho zahrady
- Maltézská zahrada
- Markétská zahrada
- Nosticova zahrada
- Opatská zahrada (Strahovský klášter)
- Pálffyovská zahrada (Malá a Velká)
- Rajská zahrada (Pražský hrad)
- Seminářská zahrada (součást Petřínských sadů)
- Slavatovská zahrada
- Schönbornská zahrada
- Trojská zámecká zahrada
- Valdštejnská zahrada
- Velká strahovská zahrada
- Vratislavská zahrada
- Vrtbovská zahrada
- Zahrada Květnice (Petřín)
- Zahrada Na baště
- Zahrada na Opyši
- Zahrada Na Valech
- Zahrada na terase Jízdárny
- Zahrada Bertramka (Smíchov)
- Zahrada Hanspaulka (Dejvice)
- Zahrada Kanálka
- Zahrada Klamovka (Smíchov)
- Zahrada kláštera v Břevnově
- Zahrada Nebozízek (součást Petřínských sadů)
- Zahrada Nového děkanství  (Vyšehrad)
- Zahrada Nového proboštství (Vyšehrad)
- Zahrada Portheimka (Smíchov)
- Zahrada Růžový sad (Petřín)
- Zahrada Santoška (Smíchov)
- Zahrada Strakovy akademie (bývalá Jezuitská zahrada) (sídlo vlády ČR a Úřadu vlády ČR)
- Zahrada U rozhledny (Petřín)

## Botanické zahrady
- Botanická zahrada Malešice
- Botanická zahrada Univerzity Karlovy
- Pražská botanická zahrada

## Ostatní zahrady
- Zoologická zahrada Praha